# Goldene Brücke (Vietnam)

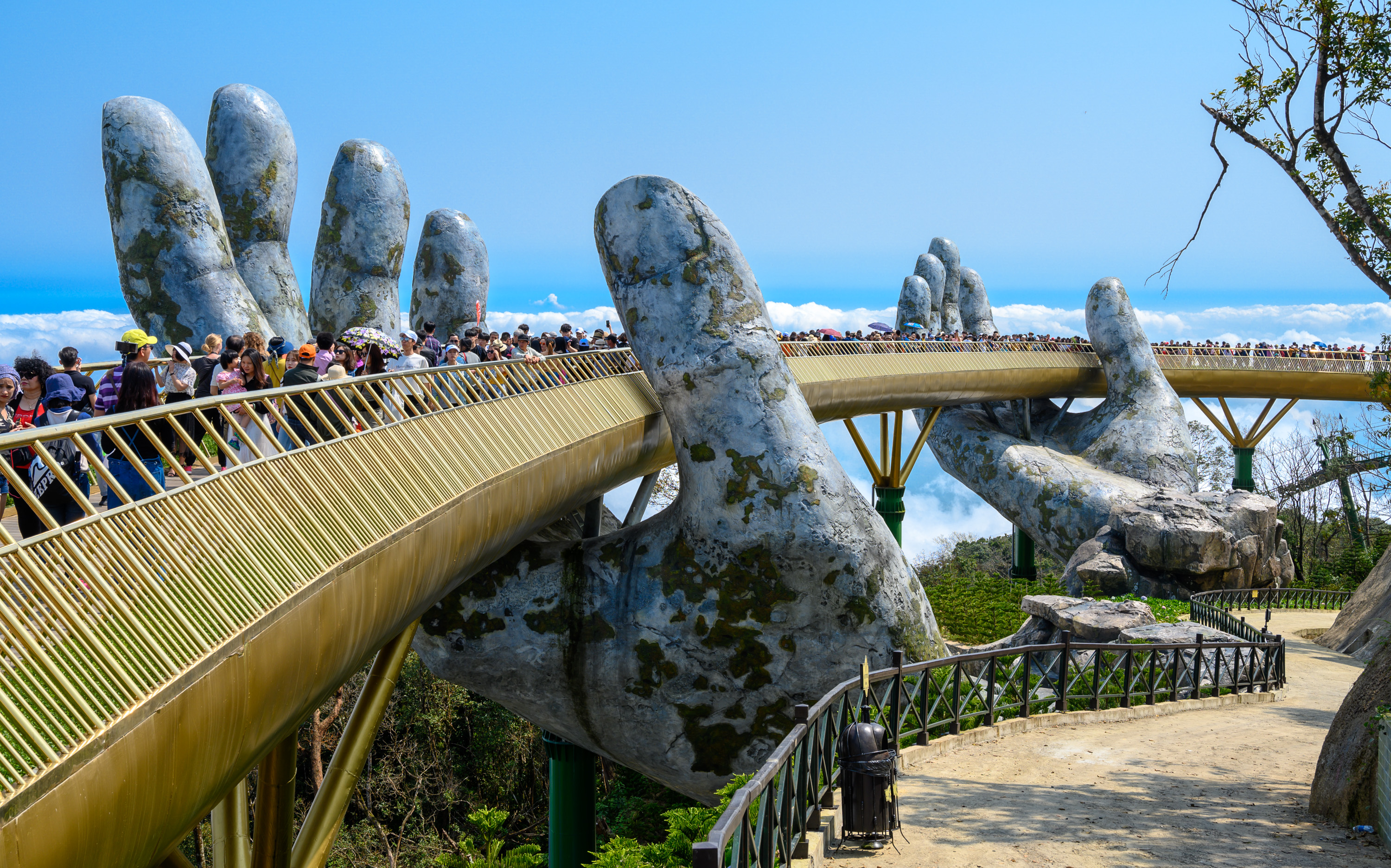

Die Goldene Brücke (vietnamesisch: Cầu Vàng) ist eine 150 Meter lange Fußgängerbrücke im Bà-Nà-Hills-Resort in der Nähe von Đà Nẵng, Vietnam. Sie befindet sich im Truong-Son-Gebirge und besteht aus einem Stahlgeflecht und Fiberglas.
Die Brücke wurde als Zubringer zur Seilbahnstation Bà Nà Hills Cable Car gebaut und verbindet die Seilbahn mit den Gartenanlagen des Berghotels. Die Attraktion sind neben der Aussicht auf die Landschaft zwei riesige Steinhände, die das Bauwerk zu unterstützen scheinen. Die Brücke wurde von TA Landscape Architecture in Ho-Chi-Minh-Stadt entworfen. Sie wurde im Juni 2018 eröffnet.